# سید محمد مقیمی
سید محمد مقیمی (زاده ۱۳۵۰) پژوهشگر ایرانی و استاد تمام دانشکده مدیریت دانشگاه تهران است. 
او از شهریور ۱۴۰۰ تا شهریور ۱۴۰۳ رئیس دانشگاه تهران بود. 
مقیمی رئیس هیئت نظارت آموزش عالی استان قم نيز بوده‌است.

## تحصیلات
- استاد تمام گروه مدیریت دولتی دانشکده مدیریت دانشگاه تهران[۷]
- دکتری مدیریت از دانشگاه تهران، ۱۳۸۱[۲]
- کارشناسی ارشد مدیریت مالی دولتی از دانشگاه تهران، ۱۳۷۵[۲]
- کارشناسی مدیریت دولتی از دانشگاه تهران، ۱۳۷۳[۲]

## سرپرستی دانشگاه تهران   و حواشی آن
۳۰ شهریور ۱۴۰۰، محمد مقیمی یک روز بعد از آن که محمود نیلی احمدآبادی در نامه‌ای به غلامحسین محسنی اژه‌ای خواستار آزادی کسری نوری شده بود از ریاست دانشگاه تهران برکنار شد با عنوان سرپرست، جانشین او گردید.
محمدعلی زلفی‌گل، وزیر علوم و علی کریمی فیروزجایی، دبیر هیئت رئیسه مجلس، برکناری، را تکذیب کردند و زلفی‌گل گفت تغییر رئیس دانشگاه تهران هیچ ارتباطی به نامه نگاری در رابطه با کسری نوری به ریاست قوه قضاییه ندارد.
بسیج دانشگاه تهران که گفته شد در تهدید و برکناری نیلی احمدآبادی دخیل بوده ۳۱ شهریور در پیامی انتصاب مقیمی به ریاست دانشگاه تهران را تبریک گفت.
همچنین گزارش شد؛ ۲۴ ساعت پیش از انتصاب محمد مقیمی، وزارت علوم هم برای اقدام به انتصاب سرپرست جدید دانشگاه تهران تحت فشار قرار گرفته است.
در گزارش دیده‌بان، رسانه داخلی ایران آمده این انتصاب و برکناری باتوجه به بخش پایانی مصوبه شورای عالی انقلاب فرهنگی عجولانه رخ داده است زیرا؛ اگر وزیر قصد انتخاب رئیس دیگری را داشته باشد باید سه ماه قبل از انقضای دوره رئیس قبلی، نامزد جدید را معرفی کند.
فیاض زاهد، استاد دانشگاه، مهر ۱۴۰۰ با خطاب قرار دادن ابراهیم رئیسی در روزنامه اعتماد نوشت؛ به اسامی روسای قبلی دانشگاه تهران در پیش از انقلاب و پس از آن نگاهی بیندازید. چرا می‌خواهیم مفاهیم و کلمات و فضیلت‌ها را به سخره بگیریم. استاد تمامی را که فارغ‌التحصیل صنعتی شریف و توکوهو در ژاپن [است] را برکنار و به جایش فردی انتخاب می‌شود که حتی یک کار علمی معتبر در کارنامه‌اش نیست.
انجمن علمی مدیریت دولتی ایران هم طی بیانیه ای منتقدان مقیمی را به دو دسته معاند نظام جمهوری اسلامی و اندیشمندان دارای دغدغه علم ولی نیازمند اطلاع‌رسانی از واقعیتهای علمی تقسیم و در جواب دسته دوم عنوان کرد سید محمد مقیمی با بیش از بیست سال تلاش علمی در عرصه مدیریت بومی و اسلامی و مطابق سایت مرجع علمی گوگل اسکالر، با بیش از ۱۱۷۰ استناد، رتبه هشتم دنیا در حوزه مدیریت اسلامی را داراست.

## ریاست دانشگاه تهران
محمد مقیمی در تاریخ ۲ آذر ۱۴۰۰ با تأیید شورای عالی انقلاب فرهنگی به سمت ریاست دانشگاه تهران منصوب شد. در دوران ریاست وی، انتقادهایی به برخورد با دانشجویان در جریان اعترضات پاییز ۱۴۰۱، اخراج استادان، ممنوعیت‌ها و محدودیت‌های دانشجویان معترض، پذیرش دانشجویان حشد شعبی در دانشگاه تهران، دادن مدرک دکترا به بشار اسد دیده می‌شود. همچنین در این دوره ایجاد دانشکده‌های جدید و شعب بین‌المللی دانشگاه تهران نیز وجود دارد.

### افتتاح شعب و دانشکده‌ها و گسترش دانشگاه تهران در دوران ریاست محمد مقیمی
- افتتاح پردیس بین‌المللی کاسپین دانشگاه تهران در شمال کشور[۱۷]
- تأسیس شعبه دانشگاه تهران در نجف

در دی ماه ۱۴۰۲ قرارداد همکاری بین دانشگاه تهران و هلدینگ بین‌المللی در عراق برای ایجاد دانشگاه تهران در نجف امضا شد.
- تأسیس شعبه دانشگاه تهران در گرجستان

اولین شعبه بین‌المللی دانشگاه تهران در گرجستان پس از دیدار نمایندگان هر دو دانشگاه روز جمعه ۲۶ آبان‌ماه ۱۴۰۲افتتاح شد. شعبه بین‌المللی دانشگاه تهران در گرجستان با حضور زهرا امام جمعه، رئیس پردیس بین‌المللی ارس دانشگاه تهران، محمد جواد امیری معاون اجرایی، سید محمد علوی معاون آموزشی پردیس بین‌المللی ارس، محمود رضا دلاور مدیر کل امور بین‌الملل دانشگاه تهران و محمد میره‌ای مدیر کل آموزش دانشگاه تهران و دیوید کرسلیدزه، رئیس هیئت امنای دانشگاه نیو ویژن و گیورگی بارکالایا رئیس دانشگاه نیو ویژن، فعالیت خود را رسماً در گرجستان آغاز کرد.
1. دانشکدهٔ حکمرانی :این دانشکده در حقیقت یک مجموعه ای از رشته‌های مختلف در مدیریت، اقتصاد، علوم اجتماعی، فلسفه، علوم سیاسی، کشاورزی، رشته‌های فنی و علوم پایه را شامل می‌شود در واقع این دانشکده یک دانشکده چند رشته‌ای است که تلاش می‌کنیم از این ظرفیت برای تقویت رشته‌های دانشگاهی استفاده کنیم.[۲۲]
2. دانشکدهٔ بیوتکنولوژی: در بهمن ۱۴۰۱ اولین دانشکده بیوتکنولوژی کشور با حضور «سید محمد مقیمی» رئیس دانشگاه تهران، معاون بنیاد ملی نخبگان تأسیس شد. دانشکده بیوتکنولوژی از نظر ساختاری ذیل دانشکدگان علوم دانشگاه تهران قرار دارد.[۲۳]
3. دانشکدهٔ گردشگری :در سال ۱۴۰۰ دانشگاه تهران با اعلام تأسیس دانشکده گردشگری در چهار گروه آموزشی «گردشگری ورزشی»، «مدیریت گردشگری»، «گردشگری اکوتوریسم» و «گردشگری و اوقات فراغت» و ۱۱ رشته تأسیس شده و از مهر ۱۴۰۱ اقدام به جذب دانشجو کرد.[۲۴][۲۵]
4. دانشکدهٔ علوم خانواده: دانشکده علوم خانواده دانشگاه تهران روز چهارشنبه ۱۲ اردیبهشت ماه با حضور معاون امور زنان و خانواده رئیس‌جمهور و سیدمحمد مقیمی رئیس دانشگاه تهران افتتاح شد.[۲۶]
5. دانشکدهٔ تجارت و بازرگانی: دانشکده تجارت و مالیه دانشگاه تهران روز سه‌شنبه ۲۴ خرداد ماه ۱۴۰۱ در محل مؤسسه ژئوفیزیک دانشگاه تهران با حضور سید محمد مقیمی رئیس دانشگاه تهران، هاشم آقازاده رئیس دانشکده تجارت و مالیه دانشگاه تهران، دکتر محمدرضا حاتمی رئیس مؤسسه ژئوفیزیک دانشگاه تهران و جمعی از استادان و مسئولان دانشگاهی افتتاح شد.[۲۷] این دانشکده دو رشته در مقطع کارشناسی، سه رشته در مقطع کارشناسی ارشد و چهار رشته جدید در مقطع دکتری دارد.[۲۸]
6. دانشکدگان مدیریت: براساس مصوبه هیئت امنای دانشگاه تهران در تاریخ اسفند ماه سال ۱۴۰۱ مبنی بر ارتقاء ساختار دانشکده به سطح «دانشکدگان مدیریت» این دانشکدگان متشکل از دانشکده‌های چهارگانه دانشکده مدیریت صنعتی و فناوری، دانشکده مدیریت کسب و کار، دانشکده حسابداری و علوم مالی و دانشکده مدیریت دولتی و علوم سازمانی، تشکیل شده و این موضوع در تاریخ ۱۲ اردیبهشت ماه سال ۱۴۰۲ مقارن با بزرگداشت مقام معلم و استاد با حضور وزیر عتف و ریاست دانشگاه تهران همزمان با افتتاح سردر جدید به‌طور رسمی اعلام گردید.[۲۹][۳۰]

### انتقادها

#### دریافت شهریهٔ غیرقانونی
گزارش‌هایی مبنی بر دریافت شهریه‌های غیرقانونی از دانشجویان میهمان و انتقال ورودی سال ۱۴۰۲ در مقطع کارشناسی دانشگاه تهران منتشر کردند. مطابق گزارش‌ها و مستندات، دانشگاه تهران اندکی پیش از مهر ۱۴۰۲ و آغاز سال تحصیلی آن سال، مبلغی را به عنوان شهریه دانشجویان مهمان و انتقال ورودی سال ۱۴۰۲ دانشگاه در مقطع کارشناسی آن سال تحصیلی اعلام کرده بود و در ترم اول هم بر مبنای همان، روند اخذ شهریه از دانشجویان مذکور را اجرا کرد اما ناگهان در ترم دوم (بهمن ۱۴۰۲)، طی اقدامی غیرقانونی، مبلغی جدید که بیش از چهار برابر بیشتر از شهریه مقرر بود را از طریق وب سایت دانشگاه به این دانشجویان اعلام و آنها را مجبور به پرداخت این مبالغ جدید و غیرقابل پیش‌بینی کرد که هیچ‌گاه قرار نبود این دانشجویان آن را پرداخت کنند. این در حالی است که دانشگاه به این دانشجویان متعهد به اخذ همان شهریه اطلاعیه اول شده بود و این دسته از دانشجویان با توجه به همان شهریه اعلام شده اولیه تقاضای انتقالی به دانشگاه تهران را ارسال کردند و تصور می‌کردند قرار است همان شهریه اطلاعیه اول را پرداخت کنند؛ نه شهریه اطلاعیه دوم؛ بنابراین افزایش قیمتی که در اطلاعیه دوم اعلام شد، اقدامی غیرقانونی و در تضاد با اطلاعیه اولیه دانشگاه در خصوص شهریه‌ها تشخیص داده شد زیرا دانشگاه‌ها همواره افزایش شهریه را برای دانشجویان ورودی سال‌های آینده اعلام می‌کنند اما اینبار برای اولین بار افزایش شهریه در نیمهٔ سال تحصیلی برای دانشجویانی رخ داد که دانشگاه به آنها تعهد داده بود مبلغی چهار برابر کمتر را به عنوان شهریه اخذ کند.

#### جذب دانشجو از گروه حشد شعبی
در سال ۱۴۰۲ مقیمی با وجود مخالفت افکار عمومی با حضور اعضای گروه حشد شعبی اقدام به پذیرش دانشجو از میان این افراد کرده و اولین گروه ۳۰ نفره از اعضای این گروه شبه‌نظامی را به عنوان دانشجو وارد چرخه آموزشی دانشگاه تهران کرد. مقیمی در خصوص اعضای این گروه، اینان را افراد ناب و خالصی خواند که حاضرند جان خود را در راه ارزش‌های اسلامی فدا کنند. در برابر این موضوع تعدادی از دانشجویان دانشگاه تهران با انتشار بیانیه‌ای تند این اقدام را «لشکرکشی» به دانشگاه بعد از «تک‌قطبی» کردن محیط علم اعلام کردند. همچنین انجمن آزادی‌خواه پلی‌تکنیک تهران نیز در بیانیه‌ای، تلاش برای ورود شبه‌نظامیان شیعه عراق به دانشگاه‌های ایران را «جنگ جدید» برای «خفه کردن اعتراض دانشجویان» دانستند. در برابر این اعتراضات مقیمی این سخنان را عصبانیت وطن‌فروشان خوانده و با بیان اینکه قبلاً هم روند آموزش افراد، مدیران و مسئولان منطقه وجود داشته است در این مورد چنین افزود:
 نچیروان بارزانی، نخست‌وزیر اقلیم کردستان دانش‌آموخته رشته علوم سیاسی دانشکده حقوق و علوم سیاسی دانشگاه تهران است. چرا آن زمان کسی نسبت به تحصیل بارزانی در دانشگاه تهران انتقاد نداشت؟
در سال ۱۴۰۳ و پیش از آغاز سال جدید تحصیلی مقیمی الان کرد که از افزایش پذیرش بدون کنکور اعضای حشد شعبی خبر داد. وی در این مورد چنین گفت:
از این افراد پول مناسبی می‌گیریم و ارز وارد کشور می‌کنیم. دانشجویان عراقی هر ترم هزار و ۲۰۰ یورو در مقطع کارشناسی شهریه می‌دهند، در حالی که شهریه دانشجوی ایرانی (نوبت دوم) حدود هشت تا ۹ میلیون تومان است.

#### محدودیت برای دانشجویان پس از اعتراضات ۱۴۰۱ ایران
پس از خیزش ۱۴۰۱ ایران بسیاری از دانشجویان که در این اعتراضات دستگیر شده بودند یا در اعتراضات حضور داشتند، پس از آزادی از حضور در دانشگاه منع و با محدودیت‌های تحصیلی مواجه شدند و مقیمی رئیس دانشگاه تهران از ممنوع الورود شدن تعدادی از دانشجویان این دانشگاه که «مانع برگزاری کلاس‌ها» هستند، خبر داد.
به گفتهٔ کانال تلگرامی «شوراهای صنفی دانشجویان کشور» در جریان اعتراضات ۱۴۰۱ دانشجویان ایران پیرو کشته‌شدن مهسا امینی، در روز ۲۳ مهرماه ۱۴۰۱، تعدادی از دانشجویان دانشگاه تهران حین خروج از دانشگاه توسط حراست دانشگاه به اتاقکی کشانده شدند و توسط مأموران حراست و افرادی که خود را مأمور وزارت اطلاعات معرفی کرده‌اند، مورد ضرب‌وشتم با شوکر قرار گرفته‌اند. در ادامه، این دانشجویان به تالاری منتقل می‌شوند و از آن‌ها در حضور سیدمحمد مقیمی، رئیس دانشگاه تهران، و عبدالرضا سیف تعهداتی اخذ می‌شود.
دهم تیر ماه ۱۴۰۲ شورای صنفی دانشجویان کل دانشگاه تهران در بیانیه‌ای پایان فعالیت‌های خود را در اعتراض به مانع‌تراشی‌ها، بازداشت و سرکوب دانشجویان و اعضای شورای صنفی اعلام کرد.

#### اخراج استادان
پس از خیزش ۱۴۰۱ ایران در دهم مهرماه همزمان با ادامه اعتراضات، دانشگاه تهران جلسه‌ای با استادان دانشکده‌های مختلف دربارهٔ وضعیت جاری جامعه ایران برگزار کرد. در این جلسه لعیا جنیدی، محمد جواد ظریف، مهدی سنایی، غلامعلی حداد عادل، پیروز حناچی، تقی آزاد ارمکی، صادق زیباکلام، الهه کولائی و علی طیب‌نیا سخنرانی کردند.
همچنین از سوی دیگر تعدادی از استادان نیز در این روند از دانشگاه اخراج، قطع همکاری، تعلیق و بازنشسته اجباری شدند. حسین مصباحیان، از استادان گروه فلسفه دانشگاه تهران آذین موحد دانشیار و رئیس سابق دانشکده موسیقی پردیس هنرهای زیبای دانشگاه تهران، داریوش رحمانیان، استاد تاریخ دانشگاه تهران، ابراهیم بای‌سلام از جمله این استادان بودند.
محمد مقیمی در برابر مشکل افراد اخراجی را مشکل اخلاقی یا ناتوانی علمی اعلام کرد.

#### اعطای دکترای افتخاری دانشگاه تهران به بشار اسد و دادن بورسیه به دانشجویان سوری
در ۲۸ ام آذرماه ۱۴۰۲ مقیمی در دیدار با خانم «فادیا دیب» قائم مقام وزیر آموزش عالی سوریه اعلام کرد که به بشار اسد دکتری افتخاری و به دانشجویان سوری بورسیه می‌دهیم

#### معاونت دانشجویی و همکاری با نهادهای امنیتی
بر اساس سند منتشر توسط گروه «عدالت علی»، علیرضا وجهی معاون دانشجویی فعلی دانشگاه تهران که از بایت اختلاس مجرم شناخته شده است همچنان به کار خود در این دانشگاه ادامه کار می‌دهد. وجیهی که از سال ۱۳۹۹ به عنوان معاون مالی منصوب شد به اتهام اختلاس از صندوق این معاونت به دویست هزار تومان جریمه بدل از شلاق محکوم شده است. گفته می‌شود وجیهی با همکاری نهادهای امنیتی هم‌زمان با تبلیغات انتخابات ریاست جمهوری اخیر، در زمان احضار دانشجویان دانشکده علوم پزشکی دانشگاه تهران و بازجویی آنان توسط مأموران لباس شخصی همکاری کرده و با در اختیار قرار دادن ساختمانی نزدیکی ساختمان غذا و دارو در دانشکده علوم پزشکی با نهادهای امنیت همراهی کرده است. برخی از دانشجویان گفته‌اند که در این بازجویی‌ها به دانشجویان فشار سنگینی برای «همکاری» با نهادهای امنیتی وارد شده و دانشجویان بعد از مقاومت در برابر این فشارها تهدیدهای متفاوتی، از تهدید به اخراج از دانشگاه و از دست دادن از تهدید به اخراج از دانشگاه و از دست دادن امکان‌های شغلی آینده، و حتی تهدید به قتل را دریافت کردند. ادعا می شوداین فشارها بر دانشجویان دانشگاه تهران مستقیماً با همکاری مقیمی رئیس و وجهی معاون دانشجویی دانشگاه تهران انجام می‌شود.

## انتخابات ریاست‌جمهوری ۱۴۰۳
وی در روز یکشنبه ۱۳ خرداد ۱۴۰۳ با حضور در وزارت کشور برای انتخابات ریاست‌جمهوری دوره چهاردهم ثبت‌نام کرد.

## سوابق اجرایی و تألیفات
- رئیس مرکز آموزش دیوان محاسبات کشور(۱۳۹۷–۱۴۰۰)
- معاون اداری و مالی دانشگاه تهران (از سال ۱۳۸۷ تا ۱۳۹۲)[۵۲]
- رئیس پردیس فارابی دانشگاه تهران (از سال ۱۳۹۱ تا ۱۳۹۵)

### کتاب‌های تألیفی
- سازمان و مدیریت رویکردی پژوهشی، انتشارات ترمه، ۱۳۷۷.[۵۳]
- اداره امور حکومت‌های محلی، انتشارات سمت، ۱۳۸۲.[۵۴]
- کار آفرینی در نهادهای جامعه مدنی، انتشارات دانشگاه تهران، ۱۳۸۳.[۵۵]
- کارآفرینی در سازمان‌های دولتی، نشر فر اندیش - مرکز کارآفرینی دانشگاه تهران، ۱۳۸۴.[۵۶]
- مباحث ویژه مدیریت دولتی، انتشارات سمت، ۱۳۸۶.[۵۷]
- سازمان و مدیریت رویکردی پژوهشی، انتشارات ترمه، ۱۳۸۵.[۵۸]
- منشور مدیریت در فرمان امام علی (ع) به مالک‌اشتر (نگرشی تطبیقی)، انتشارات مهربان نشر، ۱۳۸۵.[۵۹]
- نظام پیشنهادها در سازمان‌های دولتی از تئوری تا عمل، انتشارات انجمن خدمات فرهنگی ایرانیان خارج از کشور، ۱۳۸۵.[۶۰]
- دایرةالمعارف کارآفرینی: بیش از صد و سی مقاله از دانشمندان برجسته کارآفرینی دنیا، انتشارات هم‌پا، ۱۳۸۸.[۶۱]
- دولت الکترونیک کلید حکمرانی خوب، انتشارات عترت نو، ۱۳۸۸.[۶۲]
- مدیریت تطبیقی، انتشارات نگاه دانش، ۱۳۹۰.[۶۳]
- روان‌شناسی سازمانی، انتشارات راه‌دان، ۱۳۹۰.[۶۴]
- بازاریابی خدمات بانکی، انتشارات دانشگاه تهران، ۱۳۹۱[۶۵]
- مدیریت استراتژیک و کارآفرینی، انتشارات نگاه دانش، ۱۳۹۱.[۶۶]
- مدیریت رفتار سازمانی (سطح فردی و گروهی)، انتشارات نگاه دانش، ۱۳۹۱.[۶۷]
- مدیریت دانش و فناوری اطلاعات، انتشارات نگاه دانش، ۱۳۹۱.[۶۸]
- مدیریت بازرگانی، انتشارات نگاه دانش، ۱۳۹۱.[۶۹]
- مدیریت امور عمومی و دولتی، انتشارات نگاه دانش، ۱۳۹۱.[۷۰]
- مدیریت منابع انسانی، انتشارات نگاه دانش، ۱۳۹۱.[۷۱]
- مدیریت مالی، انتشارات نگاه دانش، ۱۳۹۱.[۷۲]
- نظریه‌های کارآفرینی، انتشارات دانشگاه تهران، ۱۳۹۲.[۷۳]
- مبانی سازمان و مدیریت، انتشارات راه‌دان، ۱۳۹۳.[۷۴]
- اصول و مبانی مدیریت از دیدگاه اسلام، انتشارات راه‌دان، ۱۳۹۴.[۷۵]
- بودجه‌ریزی دولتی: نظریه‌ها، اصول و کاربردها از تنظیم تا کنترل، انتشارات راه‌دان، ۱۳۹۶.[۷۶]
- سند راهبردی آموزش دیوان محاسبات اداری، مرکز آموزش و برنامه‌ریزی دیوان محاسبات کشور، ۱۳۹۷.[۷۷]